# Рейнс (округ, Техас)
Шаблон:StateAbbr_ 32°52′ пн. ш. 95°48′ зх. д. / 32.87° пн. ш. 95.8° зх. д.
Округ Рейнс (англ. Rains County) — округ (графство) у штаті Техас, США. Ідентифікатор округу 48379.

## Історія
Округ утворений 1870 року.

## Демографія
За даними перепису 2000 року загальне населення округу становило 9139 осіб, усе сільське. Серед мешканців округу чоловіків було 4564, а жінок — 4575. В окрузі було 3617 домогосподарств, 2682 родин, які мешкали в 4523 будинках. Середній розмір родини становив 2,92.
Віковий розподіл населення поданий у таблиці:
| Стать    | До 15 років | 15-21 | 22-29 | 30-39 | 40-49 | 50-65 | 65-85 | Понад 85 |
| -------- | ----------- | ----- | ----- | ----- | ----- | ----- | ----- | -------- |
| Чоловіки | 898         | 482   | 342   | 566   | 657   | 957   | 625   | 37       |
| Жінки    | 846         | 372   | 365   | 575   | 642   | 966   | 698   | 111      |

## Суміжні округи
- Гопкінс — північ
- Вуд — схід
- Ван-Зандт — південний захід
- Гант — північний захід

## Виноски
1. ↑  http://www.tshaonline.org/handbook/online/articles/hcr01
2. ↑  U.S. Decennial Census. United States Census Bureau. Архів оригіналу за 12 травня 2015. Процитовано 9 травня 2015.
3. ↑  Texas Almanac: Population History of Counties from 1850–2010 (PDF). Texas Almanac. Архів оригіналу (PDF) за 26 лютого 2015. Процитовано 9 травня 2015.
4. ↑  State & County QuickFacts. United States Census Bureau. Архів оригіналу за 17 липня 2011. Процитовано 23 грудня 2013.(англ.) Наведено за англійською вікіпедією.
5. ↑  American FactFinder. Бюро перепису населення США. Архів оригіналу за 26 лютого 2012. Процитовано 31 січня 2008.

| США | Це незавершена стаття з географії США. Ви можете допомогти проєкту, виправивши або дописавши її. |